# Nitocris I
Nitocris I († 585 aC) va ser una princesa i sacerdotessa egípcia de la XXVI dinastia. Va servir primer com a hereva i, després, com a summa sacerdotessa en els càrrecs de Divina Adoratriu d'Amon o Esposa del Déu Amon durant un període de més de setanta anys, entre el 655 aC i el 585 aC.

## Biografia

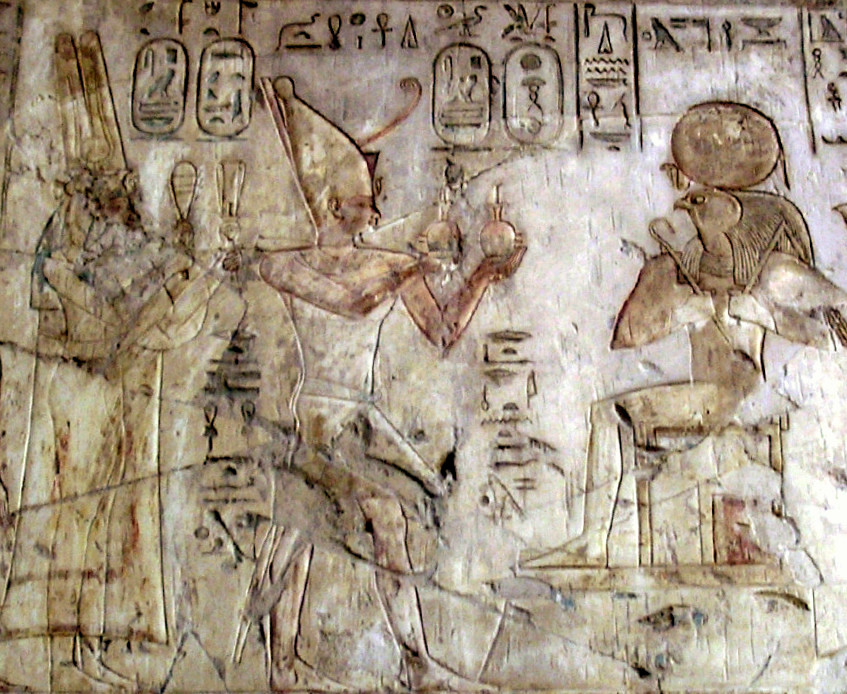
Nitocris I i el seu pare Pasmètic en un relleu a Tebes.

Era filla del faraó Psamètic I i de la reina Mehitenueskhet. A principis del seu regnat, el març del 656 aC, Psamètic I va enviar una poderosa flota naval a Tebes i va obligar a l'aleshores Esposa del Déu Amon, Xepenupet II, una filla del faraó Piye, a adoptar Nitocris com a hereva d'aquest poderós càrrec. La cerimònia de l'adopció i elevació de Nitocris I es commemora a la coneguda Estela de l'Adopció. No se sap en quina data va assumir el càrrec de Divina Adoratriu d'Amon, però hi va servir fins a l'any 4 del regnat d'Apries (l'any 585 aC). Abans de l'inici de la seva carrera en aquest càrrec, el 671 aC els assiris havien envaït Egipte, habien saquejat Tebes i habien robat als seus temples els nombrosos tresors que s'hi conservaven. El seu ascens va facilitar la reunificació d'Egipte que va fer el seu pare.
Quan tenia vuitanta anys, va adoptar la seva neboda-nesa Ankhnesneferibre, filla de Psamètic II, mantenint la successió sacerdotal en la seva línia familiar.
Hi ha diverses representacions de Nitocris I a Karnak, Luxor i Abidos. Va ser enterrada al complex de Medinet Habu, en una capella de la tomba que "compartia amb la seva mare natural i àvia adoptiva". El seu sarcòfag va ser reutilitzat en una tomba hel·lenística a Deir al-Madinah, i avui, es troba al Museu del Caire.

## L'Estela de l'adopció
Una estela sovint coneguda com l'"Estela de l'adopció", va ser descoberta el 1897 per Georges Legrain a Karnak i traslladada al Museu del Caire. Està feta de granit vermell i mesura aproximadament 1,8 m d'alçada per 1,4 m d'amplada.

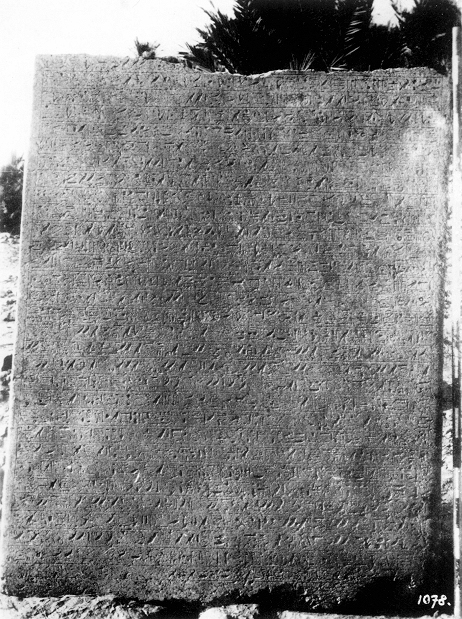
L'estela en una imatge de 1897.

S'ha perdut el començament de la inscripció. El tros que s'ha conservat mostra que el faraó Psamètic I està informant a la cort de la seva intenció de donar la seva filla a Amon perquè sigui l'Esposa de Déu. Psamètic sabia que l'actual Esposa de Déu, Xepenupet II, filla del faraó Piye de la dinastia XXV, ja tenia una hereva en la filla del rei Taharqa Amenirdis II, que oficiava com a Divina Adoratriu d'Amon. Psamètic pretenia obligar a Xepenupet a adoptar Nitocris com a hereva, suplantant així Amenirdis II en la successió.
La cort va elogiar la decisió del faraó i "any 9, primer mes de la primera temporada, dia 28" del seu regnat (data identificada amb el 2 de març de 656 aC) Nitocris va marxar de Sais a Tebes amb una flotilla reial dirigida. per l'almirall i nomarca d'Herakleopolis Magna, Sematauitefnakht.
Al cap de setze dies la flotilla va arribar a Tebes, la població de la qual va aclamar l'arribada de la princesa. Tant Xepenupet II com Amenirdis II van reconèixer Nitocris. Va ser adoptada formalment i totes dues van acordar transmetre-li les seves (i, indirectament, a Psamètic I).
Llavors, l'estela informa amb una llista molt detallada de totes les donacions diàries (principalment aliments) que calia fer a Nitocris per part de diversos funcionaris com el governador de Tebes, Mentuemhat, i la seva família, del sacerdoci d'Amon, que en aquell moment estava dirigit pel Summe Sacerdot d'Amon, Harkhebi, així com del rei i de molts temples de tota la Terra.

### Importància
Xepenupet II i Amenirdis II van ser els últims vestigis de la desapareguda dinastia XXV, però van ocupar aquesta posició de poder més alta al sud i pràcticament controlaven la totalitat de l'Alt Egipte. Psamètic I va optar per no fer fora per la força a l'Esposa de Déu –acció que hauria estat impopular– sinó que la va obligar a adoptar la seva filla com a successora, assegurant així el futur control de l'Alt Egipte, així com també rebre amb aquesta acció un nombre considerable de propietats i béns.
Més enllà de l'adopció de Nitocris, l'estela informa de la reunificació de facto de l'Alt i el Baix Egipte sota l'egida de Psamètic.